# Джорджо Бассані
Джорджо Бассані (італ. Giorgio Bassani; Болонья, 4 березня 1916 — Рим, 13 квітня 2000) — італійський письменник, поет і політик, засновник, а потім президент «Italia Nostra» з 1965 по 1980 рік.

## Життєпис

### Ранні роки
Бассані народився в Болоньї 4 березня 1916 року в заможній єврейській родині родом з Феррари, син Анджело Енріко Бассані (італ. Angelo Enrico Bassani, 1885-1948), президента S.P.A.L. у 1921-1924 роках, та Дори Мінербі (італ. Dora Minerbi, 1883-1987). Своє дитинство і юність провів у Феррарі. У початковій школі три роки сидів за однією партою з Ланфранко Каретті. У 1926 році він був прийнятий до ліцею «Regio Liceo Ginnasio „L. Ariosto“», де провчився п'ять років у гімназії та три роки у ліцеї, і де в 1934 році закінчив середню школу. Історичний архів ліцею містить численні документи, що стосуються юного Бассані в роки його становлення, а деякі з них, у фотокопіях, супроводжувані тогочасними фотографіями, виставлені в атріумі, присвяченому йому, в приміщенні тієї ж ліцею.
У молоді роки він виявляв великий інтерес до музики, але незабаром залишив це захоплення, щоб присвятити себе літературі. Ще однією пристрастю, яка супроводжувала його протягом усього життя, був теніс. У 1935 році він вступив на літературний факультет Болонського університету, який відвідував як заочник і який закінчив у 1939 році, захистивши дисертацію про Нікколо Томмазео, написану під керівництвом Карло Калькатерра (італ. Carlo Calcaterra). Слід зазначити, що расові закони, прийняті в 1938 році, забороняючи так званим «членам єврейської раси» вперше вступати до університету, передбачали, що студентам, які вже навчалися в університеті, «які належать до єврейської раси», могло бути дозволено продовжувати навчання, доки вони не отримають диплом. У 1937 році він взяв участь у Літторіалі культури в Неаполі. У роки навчання він подружився з Аттіліо Бертолуччі, почав захоплюватися живописом Джорджо Моранді й полюбив есеї про мистецтво Роберто Лонгі. У ті роки він також познайомився, серед інших, з Джузеппе Дессі, Клаудіо Варезе, Карло Людовіко Раггіанті та Ауґусто Фрассінетті.
У 1940 році вийшов його перший твір «Місто на рівнині» (італ. Una città di pianura), який він опублікував під псевдонімом Джакомо Марчі (це ім'я його дядька Джакомо Мінербі, брата Дори, а прізвище — його бабусі-католички по матері Емми Марчі). Він викладав італійську мову та історію єврейським учням, виключеним з державних шкіл, у єврейській школі на Віа Віньятальята, і став підпільним політичним активістом. Як антифашист він був ув'язнений у 1943 році на кілька місяців у міській в'язниці. Звільнившись, він одружився з Валерією Сінігалліа, переховувався і виїхав з Феррари спочатку до Флоренції, а потім до Риму, де провів решту свого життя як письменник і громадський діяч.

### Письменник
У 1945 році він опублікував декотрі вірші, зокрема «Storie dei poveri amanti», а в 1947 році написав другу збірку віршів «Te lucis ante». У 1948 році Маргарита Каетані, яка заснувала і редагувала літературний журнал «Botteghe Oscure», запросила Бассані редагувати його. До 1953 року працює на «La passeggiata prima di cena», до 1955 року — «Gli ultimi anni di Clelia Trotti». Того ж року він також став редактором журналу «Paragone», заснованого 1950 року Роберто Лонгі та Анною Банті, в редакції якого він познайомився, зокрема, з П'єром Паоло Пазоліні.
У «Botteghe Oscure» він познайомив італійців з найрізноманітнішими літературними творами, публікуючи таких авторів, як Ділан Томас, Рене Шар, Роже Кайюа, Анрі Мішо, Жорж Батай, Моріс Бланшо, Роберт Ґрейвс, Вістан Г'ю Оден, Антонен Арто та Трумен Капоте, а також сприяв поширенню творів Маріо Сольдаті, Карло Кассоли, Джорджо Капроні та Італо Кальвіно. У цей час народилися його діти Паола (1945) та Енріко (1949), і він почав співпрацювати над сценаріями для фільмів Маріо Солдаті (італ. Mario Soldati), Мікеланджело Антоніоні (італ. Michelangelo Antonioni), Алессандро Блазетті (італ. Alessandro Blasetti) та Луїджі Дзампа (італ. Luigi Zampa).

### Слава
Він часто відвідував інтелектуальний світ, як у Римі, так і в інших містах, познайомився з критиком Нікколо Галло та увійшов у контакт з редакцією журналу «Officina». У 1955 році заснував асоціацію Italia Nostra. У 1956 році опублікував збірку «Cinque storie ferraresi», за яку отримав премію Стреґи. У 1957 році став професором історії театру в Національній академії драматичного мистецтва ім. Сільвіо Д'Аміко, яку обіймав до 1967 року. У 1958 році він опублікував книгу «Золоті окуляри» (італ. Gli occhiali d'oro), присвячену темі гомосексуальності як причини маргіналізації.
Як консультант і редактор видавництва «Feltrinelli», Бассані домігся публікації «Il Gattopardo» Джузеппе Томазі ді Лампедуза, а також допоміг кільком іншим авторам, таким як Манліо Канконі, Антоніо Дельфіні та Франко Фортіні. Серед іноземців він сприяв популяризації Хорхе Луїса Борхеса, Едварда Моргана Форстера, Форда Медокса Форда, Карен Бліксен і, перш за все, Бориса Пастернака, чий «Доктор Живаго» був світовою прем'єрою і мав великий успіх у продажах. У 1960 році він опублікував «Una notte del '43» в «Le storie ferraresi», де були зібрані найкращі його оповідання. Він співпрацював з найпрестижнішими журналами та з деякими газетами високого рівня: Approdo, La Fiera Letteraria, Letteratura, Nuovi Argomenti, Il Mondo, Officina, Corriere della Sera.
Він також продовжував працювати як сценарист з Лукіно Вісконті та Луїсом Тренкером, а Флорестано Ванчіні вирішив екранізувати «Нічний подих 43-го року» (італ. La lunga notte del '43). У 1962 році він досяг свого найбільшого видавничого успіху, опублікувавши роман «Сад Фінці-Контіні» (італ. Il giardino dei Finzi-Contini). Цей твір є найповнішим вираженням його світу — від формально-стилістичного рівня до морального, інтелектуального та політичного досвіду. Бассані розповідає на нитці пам'яті про реальність багатої єврейської буржуазії у Феррарі під час фашизму, виходячи зі свого особистого досвіду та опосередкованого поетичним баченням, змінюючи імена та місця, але зберігаючи незмінним клімат, який панував у місті Есте в той час, аж до расових законів. Вітторіо Де Сіка екранізував його у фільмі, від якого, однак, Бассані завжди тримався на відстані (фактично, він попросив і домігся, щоб його ім'я прибрали з титрів фільму).

### Зрілість
Помер у Римі 13 квітня 2000 року після тривалої хвороби. Похований, згідно з його чіткою волею, у Феррарі, на єврейському цвинтарі на Віа делле Віньє (італ. via delle Vigne), поруч зі стінами, реставрацію яких він сам підтримував як президент «Italia Nostra».

## Твори

### Цикл Le Roman de Ferrare
- Cinque storie ferraresi (1956)
- Gli occhiali d'oro (1958)
- Il giardino dei Finzi-Contini (1962)
- Dietro la porta (1964)
- L'airone (1968)
- L'odore del fieno (1972)

### Інші романи та оповідання
- Una città di pianura (1940)
- Un'altra libertà (1951)
- Due novelle (1965)
- Opere (1998)

### Поезія
- L'alba ai vetri. Poesie 1942-'50 (1963)
- Storie dei poveri amanti e altri versi (1945-1946)
- Te lucis ante, 1946-47 (1947)
- Epitaffio (1974)
- In gran segreto (1978)
- In rima e senza (1982)

### Інші публікації
- Le parole preparate. Considerazioni sul tema di Venezia nella letteratura (1965)
- Le parole preparate e altri scritti di letteratura (1966)
- Di là dal cuore (1984)
- Dentro il romanzo (1984)
- Il tempo della guerra. Quaderni inediti 1941-1944 (2006)
- I promessi sposi. Un esperimento (2007)